# Кремениш, Николай Иванович
Николай Иванович Кремениш (род. 4 апреля 1967) — Герой Советского Союза, участник афганской войны.

## Биография
Родился 4 апреля 1967 года в городе Экибастуз Павлодарской области Казахстана в семье рабочих Ивана Савельевича и Марии Семёновны. Русский.
Учился в школе-лицее № 6 Экибастуза. В 1985 году там же окончил ГПТУ № 18, получив профессию машиниста-экскаваторщика. Работал на разрезе «Северный».
Осенью 1985 года призван в Советскую Армию. Службу проходил в составе ограниченного контингента советских войск в Афганистане заместителем командира взвода 271-го отдельного инженерно-сапёрного батальона 108-й Невельской Краснознамённой мотострелковой дивизии в составе 40-й армии Краснознамённого Туркестанского военного округа. Звание — сержант.
С мая 1986 года Николай участвовал в двадцати шести боевых операциях. Лично обнаружил и обезвредил 57 мин и 12 фугасов.
С 1987 года Н. И. Кремениш уволен в запас. После армии работал в Экибастузе на разрезе «Северный», машинистом экскаватора разреза «Майкубен-Вест».
30 марта 2004 года Н. И. Кремениш был избран председателем Казахстанского союза инвалидов войны в Афганистане.
В 2005 году был избран членом Центрального совета Общественного объединения ДПК «Настоящий Ак Жол».
Живёт в городе Алма-Ата. Работает руководителем службы сервисных услуг аэропорта г. Алма-Аты.
В настоящее время работает в дорожно-строительной компании.

## Подвиг
В одном из боёв Николай, заметив грозившую опасность командиру взвода старшему лейтенанту Петрову О. И., закрыл его своим телом и спас ему жизнь.

## Награды
- Указом Президиума Верховного Совета от 5 мая 1988 года за мужество и героизм, проявленные при оказании интернациональной помощи Демократической Республике Афганистан, сержанту запаса Кременишу Николаю Ивановичу присвоено звание Героя Советского Союза с вручением ордена Ленина и медали «Золотая Звезда» (№ 11574).
- Медаль «За отвагу».

## Память
- На доме по улице Ленина № 80 в городе Экибастузе в честь героя установлена мемориальная доска.
- Имя Героя в городе Экибастузе носит школа № 21.